# 2,5-Dimethoxy-p-cymol
2,5-Dimethoxy-p-cymol ist eine aromatische Verbindung, mit zwei Methoxygruppen, sowie einer Methylgruppe und einer Isopropylgruppe. Man kann es auch als Derivat von p-Cymol oder 1,4-Dimethoxybenzol auffassen.

## Vorkommen
2,5-Dimethoxy-p-cymol kommt natürlich im Öl von Apium leptophyllum, Arnica montana und Eupatorium spp. vor. Es kommt auch in Ayapana triplinervis, Cyclospermum leptophyllum, Tabakrauch und Blumea perrottetiana und weiteren vor.
Die Gehalte von 2,5-Dimethoxy-p-cymol in verschiedenen Ölen:
- Ayapana triplinervis (92,8 %)[7]
- Apium leptophyllum (50,7 bis 80,24 %)[8][9]
- Cyathocline purpurea (57,4 %)[10]
- Arnica montana (32,6 %)[11]
- Laggera crispata (32,2 %)[12]
- Blumea perrottetiana (30,0 %)[13]
- Eupatorium capillifolium (20,8 %)[14]
- Sphaeranthus indicus (18,2 %)[15]
- Limbarda crithmoides (16,4 %)[16]
- Bubonium imbricatum (16,2 %)[17]

## Gewinnung und Darstellung
2,5-Dimethoxy-p-cymol kann durch aromatische Halogenierung von Carvacrol, gefolgt von nukleophiler Substitution mit Natriummethoxid und Williamson-Ether-Synthese unter Verwendung von Methyliodid gewonnen werden.